# Liberaal Appèl
Het Liberaal Appèl (L.A.) is een voormalige Belgische politieke partij die vooral in en rond Antwerpen afdelingen en aanhang had. In 2007 is de partij opgegaan in de kartellijst Open Vld, samen met de VLD en de Nederlandstalige afdeling van Vivant.

## Ideologie
De partij was een scheurlijst van de Vlaamse Liberalen en Democraten (VLD), die in de ogen van de oprichters te veel naar links was opgeschoven. Het woord Appèl staat voor de "oproep tot liberalisme". De partij situeerde zich ergens centrumrechts in het politieke landschap, en steunde vooral op het Oxford-manifest.

## Geschiedenis
Uit onvrede met de koers die de VLD voer tijdens hun deelname aan de regering sinds 1999, richtte Ward Beysen, op dat moment Europarlementslid voor de VLD, op 22 maart 2002 een eigen beweging op. Enkele maanden later, op 20 januari 2003, werd deze beweging een volwaardige politieke partij. In 2003 trad de politieke beweging Vlaanderen Leefbaar onder leiding van Marleen Denecker, een West-Vlaamse afscheiding van het Vlaams Blok toe tot de partij.
Het Liberaal Appèl behaalde 29.868 stemmen (0,45%) bij de verkiezingen van 2003 voor de Kamer en 26.629 stemmen (0,41%) voor de Senaat, en haalde hiermee de kiesdrempel van 5% niet. Voor de Vlaamse verkiezingen van 2004 ging het Liberaal Appèl zoals andere kleine partijen op zoek naar samenwerking of een kartel. Er werd gedacht aan de CD&V, de N-VA of het Vlaams Blok. Uiteindelijk kwam er geen samenwerking en besloot het L.A. om niet deel te nemen aan de deelstaatverkiezingen.
Op 14 januari 2005 pleegde bezieler Ward Beysen zelfmoord. Hierdoor verloor het L.A. zijn enige bekende gezicht.
Op 7 november 2005 sloten de VLD en het kleine Liberaal Appèl van wijlen Ward Beysen vrede. De twee partijen wilden als een kartel VLD-L.A. deelnemen aan de gemeenteraadsverkiezingen van 2006, daar waar die andere kartelpartner Vivant afwezig was.
Op 7 februari 2007 maakte de voorzitter bekend dat het Liberaal Appèl samen met de VLD en Vivant een kartellijst onder de lijstnaam Open Vld ging vormen voor de parlementsverkiezingen. In mei 2009 volgde Guy Huybrechts, fractieleider in de gemeenteraad van Zandhoven, Jacques Kerremans op als voorzitter van het Liberaal Appèl.

## Bekende figuren
- Ward Beysen - oprichter
- Jacques Kerremans - erevoorzitter
- Antoine Denert - burgemeester van Kruibeke
- Guy Huybrechts - voorzitter, fractieleider in de gemeenteraad van Zandhoven
- Benny Van den Wouwer - ondervoorzitter
- Hendrik Boonen - later voorzitter VLOTT